# Before I Fall to Pieces
Before I Fall To Pieces is de derde single van het album Razorlight door de groep Razorlight. Het is de vijfde track van dit album. Het behaalde de 17e positie in de UK Singles Chart en in Ierland behaalde de single de 37e plek in de hitlijsten.

## Tracks
- 7" 1714374

1. "Before I Fall to Pieces"
2. "Boys Don't Cry"

- CD 1714372

1. "Before I Fall to Pieces"
2. "Teenage Kicks"
3. "In the Morning" (acoustic)

- DVD 1714370

1. "Before I Fall to Pieces" (video)